# Barcelonai Állatkert
A Barcelonai Állatkert Barcelona állatkertje, mely a Ciutadella Parkban található. A 13 hektáros park 1892 szeptemberében nyílt meg, napjainkban kb. 7500 állat él itt. Itt élt Hópehely (Copito de Nieve) az albínó gorilla.

## Látható fajok
Az állatkertben az alábbi fajok láthatóak:
- nílusi víziló
- sörényes hangyász
- Cercocebus atys
- berber makákó
- borneói orangután
- ibériai farkas
- dorkászgazella
- nyugati síkvidéki gorilla

## Balesetek
2014 decemberében egy 45 éves látogató az oroszlánok közé vetette magát. Bár az állatok nem ölték meg, súlyos sérüléseket szenvedett.

## Galéria

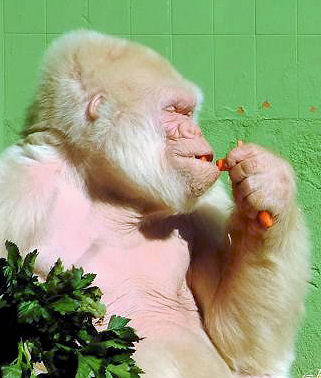
Hópehely (Copito de Nieve), az albínó gorilla
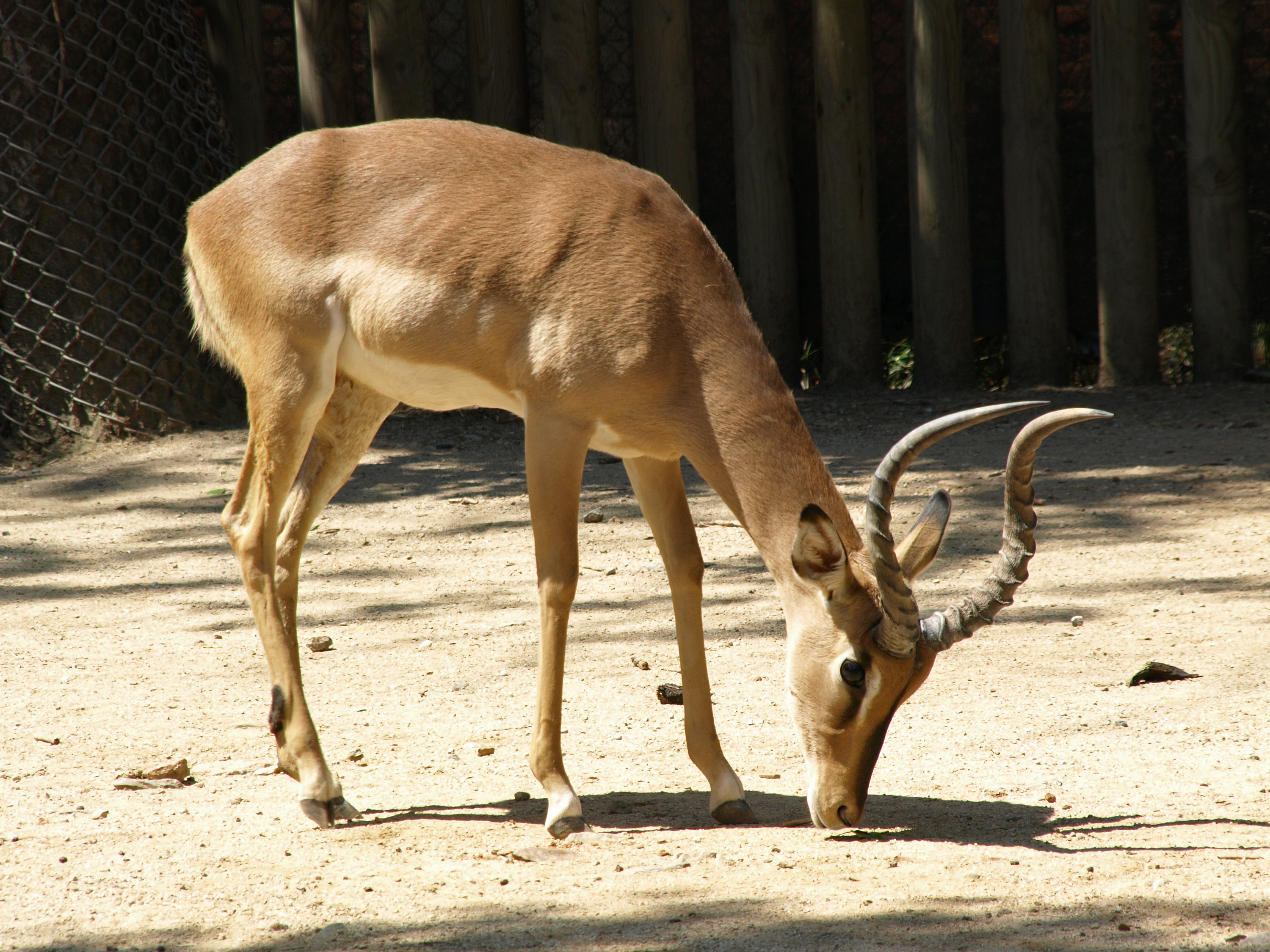
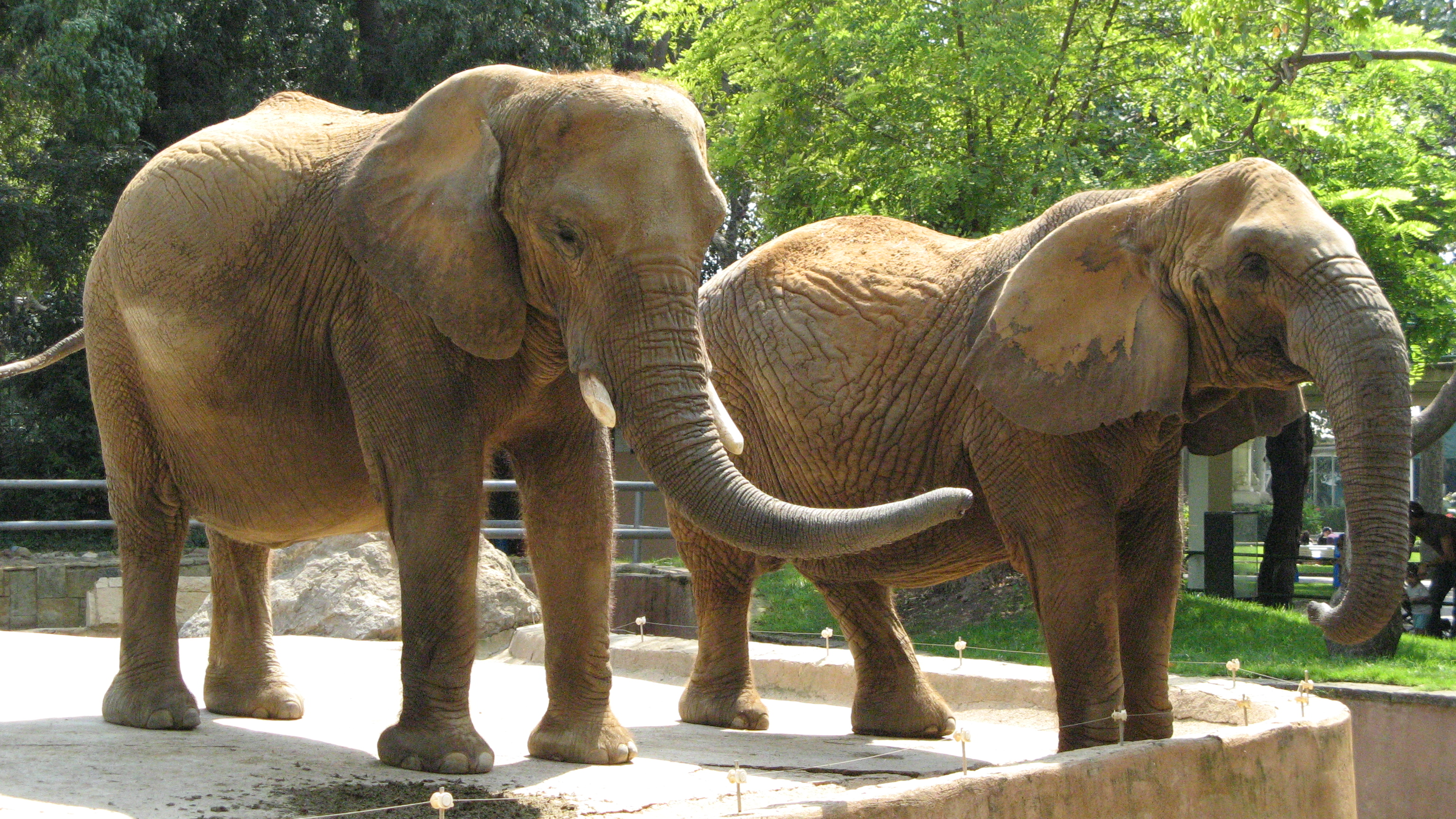
Elefántok
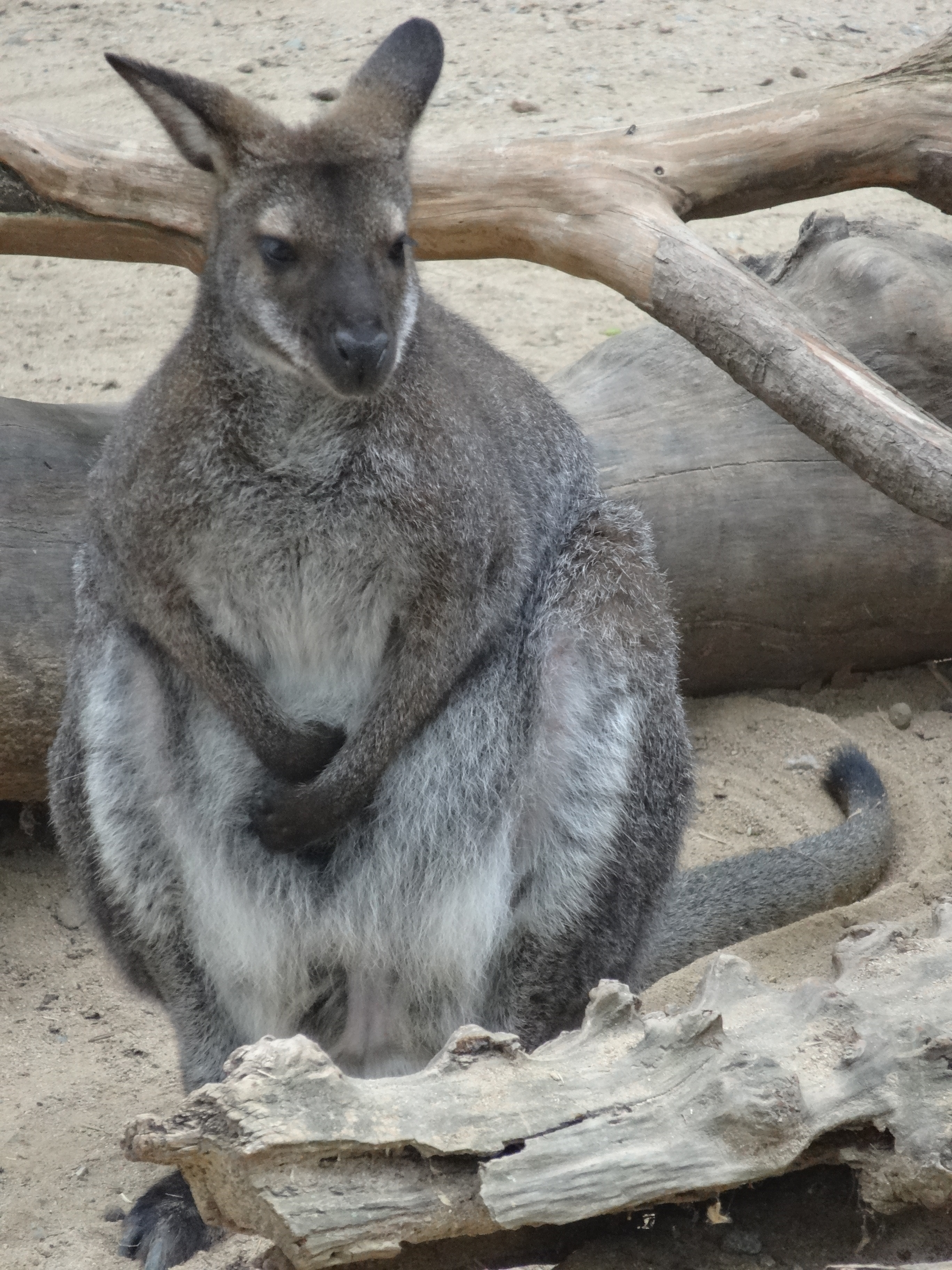
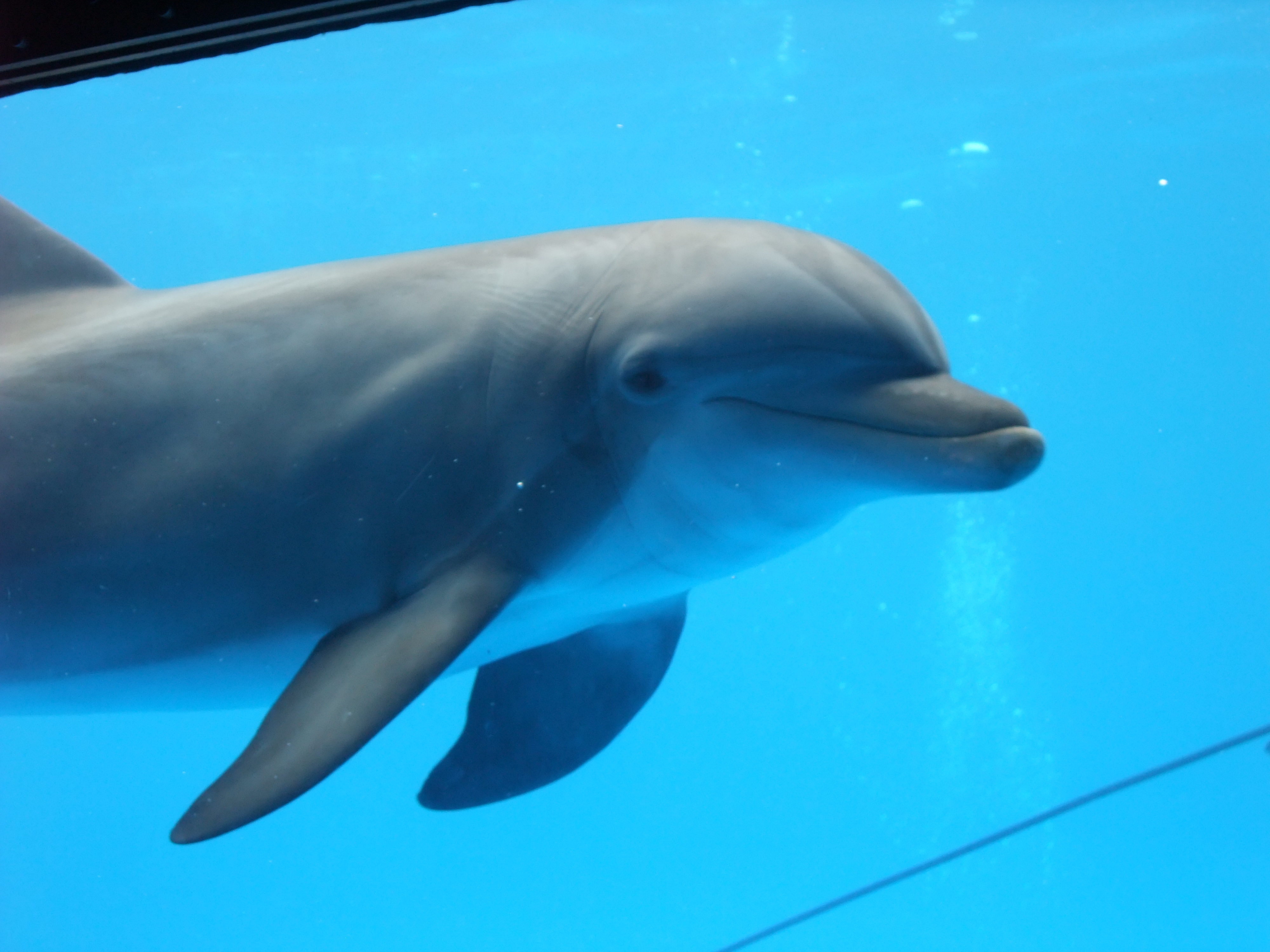
Delfin
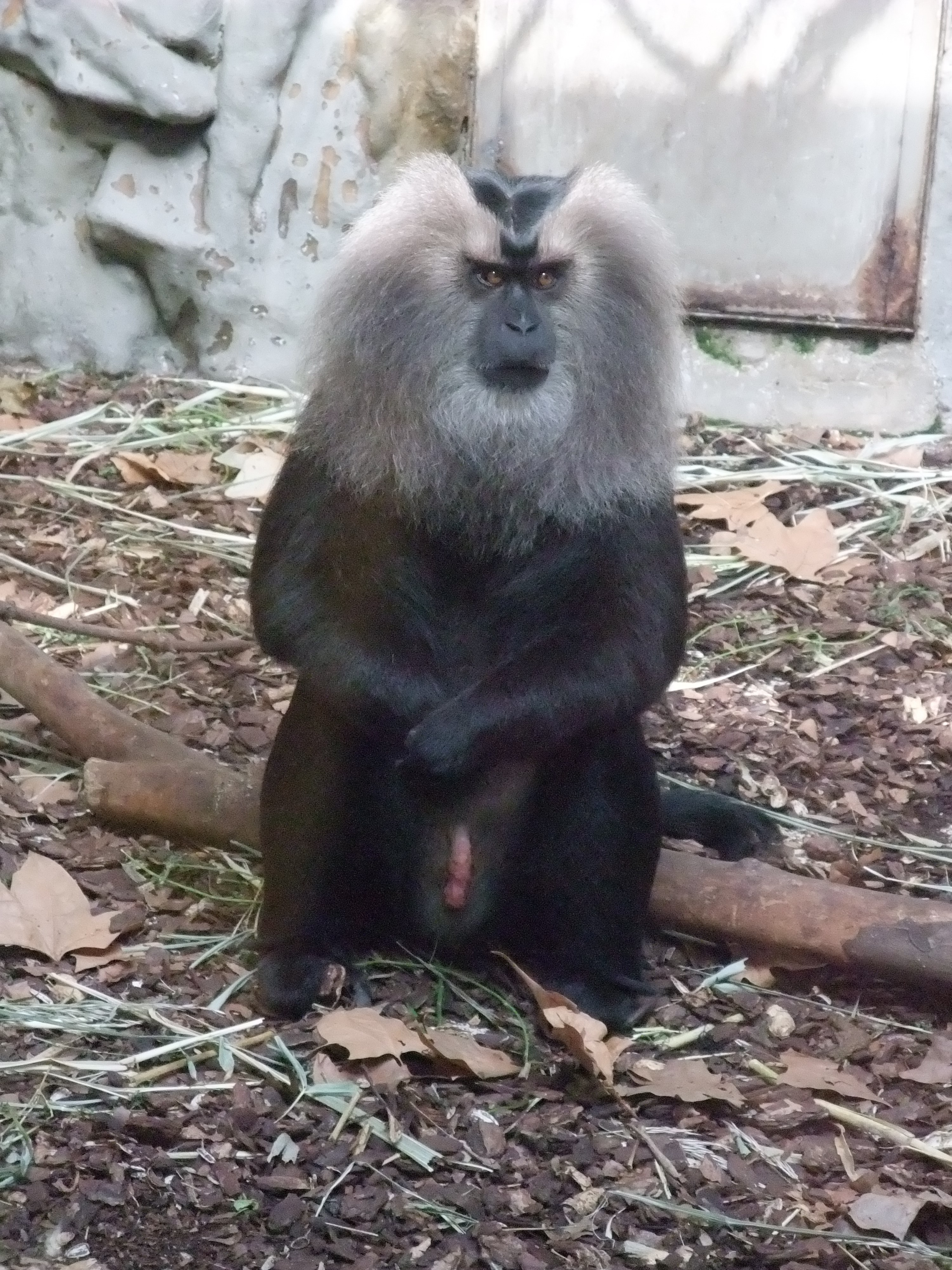
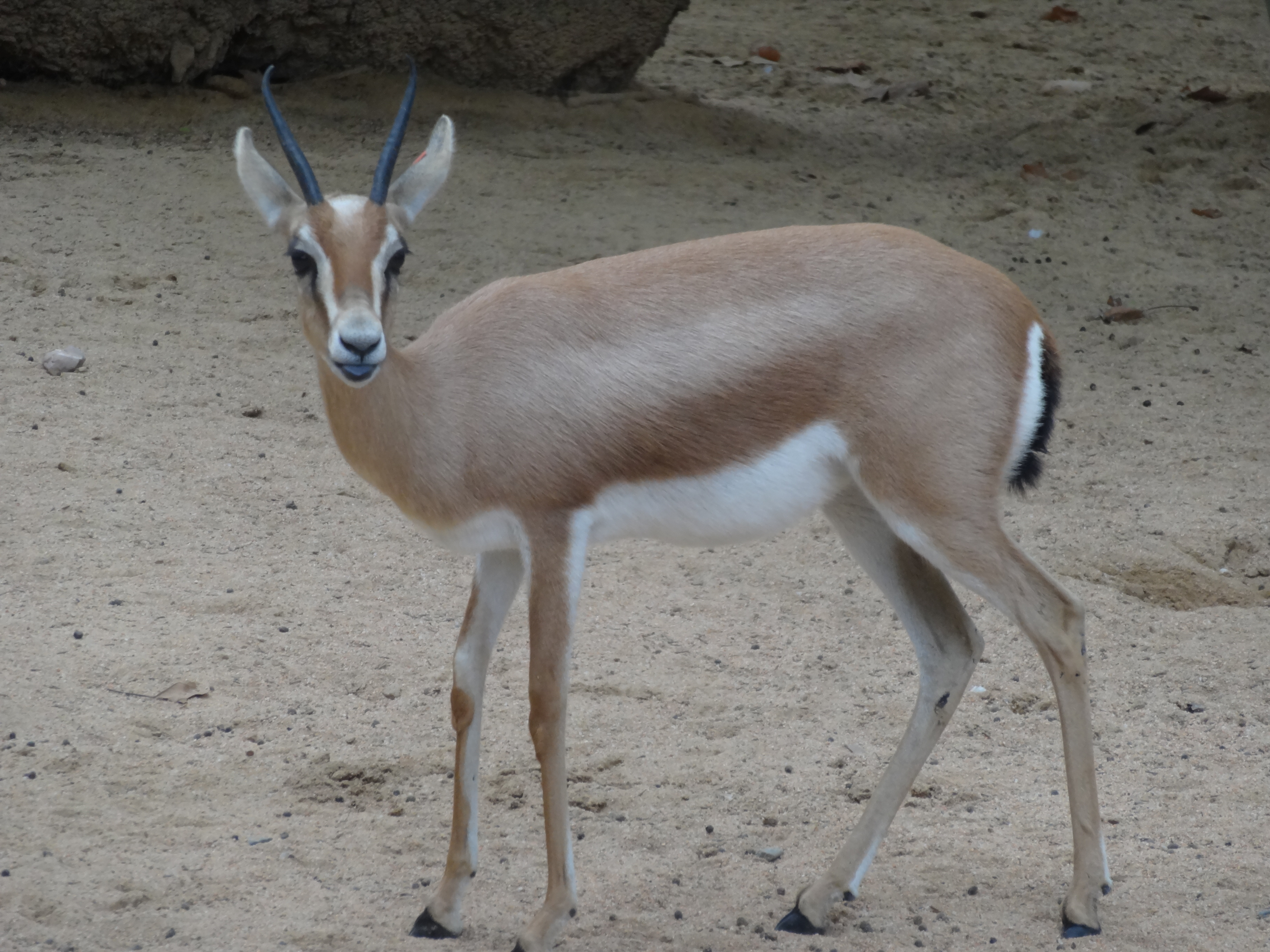
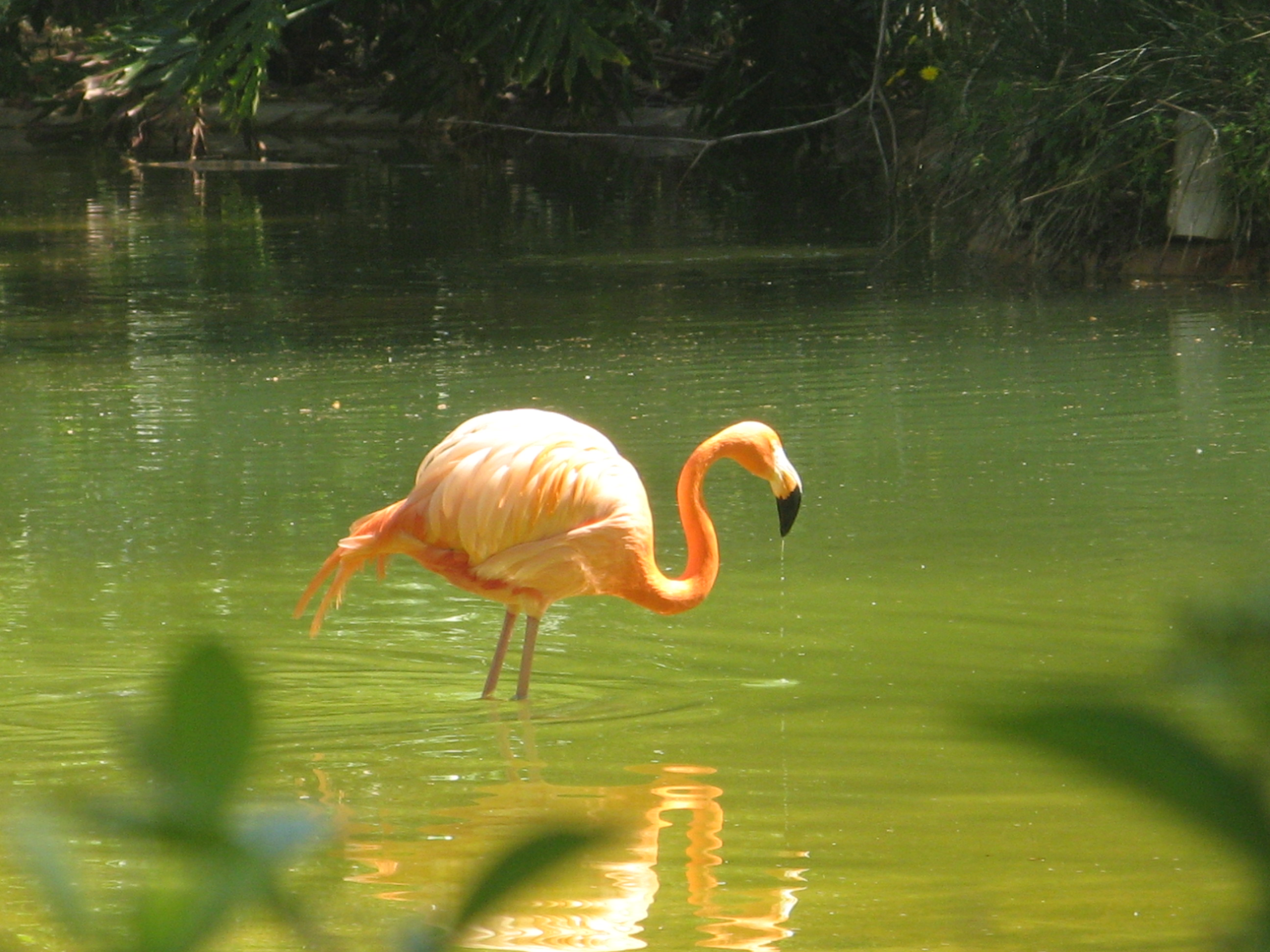